# Centro Panafricano
El Centro Panafricano (Kituo cha Wanafrika) es una asociación de inspiración panafricanista, conformada principalmente por personas de origen africano, independientemente de su nacionalidad u origen cultural, se trata de una entidad inserta en el proceso de reconocimiento de las comunidades de África negra y africano-descendientes principalmente en España. El Centro de Estudios Panafricanos (Kituo ya Masomo cha Wanafrika) es la división académica del Centro Panafricano y se dedica a la africología.

## Historia
En Madrid a finales de 2005 se recoge el testigo del proceso iniciado en la Universidad de la Islas Baleares en torno al interrumpido proyecto Muunganiko en 2003 y su revista panafricana de Ciencias Sociales, Nsibidi. Creándose una entidad que tiene un triple objetivo, informativo, formativo y asistencial.
El actual presidente de Centro Panafricano y Director del Centro de Estudios Panafricanos es el Profesor Antumi Toasijé.
Algunas de las acciones más destacadas realizadas por Centro Panafricano desde 2005 han sido:
- Organización y participación en charlas, conferencias, mesas redondas y cursosDenuncias en los medios de comunicación sobre la situación de los migrantes africanos[1]
- Participación y co-organización de diversas manifestaciones y concentraciones
- Curso En línea de Historia, Cultura y Política Panafricanas
- Edición de la Revista de Ciudadanía Migraciones y Cooperación de la FAIB
- Coordinación científica del 2º Congreso Panafricano en España
- Campaña por la Proclama del Perdón por la Esclavitud Hispánica
- Celebración cultural del Día de la Infancia Africana y del Día de Baltasar
- Conmemoración no celebratoria del genocidio iniciado del 12 de Octubre
- Celebración del Día Internacional Contra la Discriminación Racial
- Celebración del Día Internacional del Migrante
- Participación en el diseño de la Proposición no de Ley de Reconocimiento de la Comunidad negra Española
- Acciones judiciales de defensa a víctimas del racismo
- Acciones de orientación sobre obtención de permiso de trabajo o residencia
- Acciones de seguimiento e información sobre violencia machista[2]
- Mediación en conflictos familiares

El Centro Panafricano estaba constituido a principios del año 2010 por 24 miembros y cerca de 6000 simpatizantes. Centro Panafricano no recibe (hasta 2010) subvenciones para su mantenimiento, sosteniéndose íntegramente con las cuotas de los socios, las actividades de recaudación, las donaciones y los cursos impartidos.

## Fines y actividades
El Centro Panafricano está constituido al amparo de la Ley de Asociaciones española, sus fines estatutarios son:
- Proteger el patrimonio cultural panafricano y defender la diversidad cultural africana.
- Promover iniciativas destinadas a revalorizar la civilización de África negra.
- Promover una formación universal desde bases conceptuales africanas.
- Promover el uso del Kisuahilí como lengua africana de comunicación.
- Promover la lucha contra el racismo y toda forma de discriminación.
- Promover la igualdad de hombres y mujeres en todos los campos sociales.
- Promover el empleo digno y el crecimiento económico en la sociedad africana.
- Promover prácticas democráticas en conexión con la jurídica africana tradicional.
- Promover la defensa y educación de los jóvenes y desfavorecidos africanos y africanas.

Las actividades a realizar por el Centro Panafricano según se establece en los estatutos son:
- Fundar el Centro Panafricano de Estudios Culturales como entidad académica.
- Llevar a cabo acciones de sensibilización y campañas de información sobre África.
- Promover y desarrollar programas de alfabetización, educativos y de formación.
- Elaborar y gestionar actividades científicas relativas a África y su diáspora.
- Desarrollar programas en favor de la infancia y de los jóvenes de África y su diáspora.
- Llevar a cabo programas de igualdad de oportunidades entre hombres y mujeres.
- Prestar servicios de orientación en materia laboral, empresarial y de discapacidad.
- Realizar actividades para fomentar el desarrollo sostenible y el comercio justo.
- Realizar programas sociales de inserción de los desfavorecidos y de empleo digno.
- Desarrollar proyectos de cooperación al desarrollo socioeconómico en África y América.
- Cualesquiera otras actividades lícitas para la consecución de los fines de la Asociación.

## Centro de Estudios Panafricanos
El Centro de Estudios Panafricanos ∙ Kituo ya Masomo cha Wanafrika es la entidad académica nacida del Centro Panafricano. La misión principal del Centro de Estudios Panafricanos es ofrecer contenidos educativos de africología, tanto divulgativos como especializados, sobre la Historia, la Cultura y la Política tanto del Continente africano como de sus diásporas en América, Europa, Asia y Oceanía. El Centro de Estudios Panafricanos CEP realiza esta labor mediante cursos presenciales y acciones de e‐learning como el curso en línea de Historia, Cultura y Política Panafricanas, conferencias y eventos de interés social y académico.